# Homeless Heart
Homeless Heart is een nummer van de Canadese zangeres Amanda Stott van haar tweede album Chasing the Sky. Het nummer stond ook op het album Women & Songs 9. Stott heeft een videoclip bij het nummer gemaakt, opgenomen in Cuba.

## Bryan Rice
De Deense zanger Bryan Rice coverde het nummer in augustus 2006, samen met Tom Belton. Hij heeft ook een videoclip voor dit nummer gemaakt, opgenomen in New York.

## Tobias Regner
De winnaar van de derde seizoen van de Duitse versie van Idols: Deutschland Sucht den SuperStar Tobias Regner, heeft een poprock versie van dit nummer uitgegeven op zijn album Sraight, welke zes weken op de 99ste positie in de Europese Top 100 Albums stond.

## Jennette McCurdy
Jennette McCurdy maakte een vierde versie van het nummer. Het was haar tweede single. Binnen een week stond het nummer op de 43de plaats in de Amerikaanse iTunes countrylijst. Het nummer is gezongen voor Cody Waters, een recentelijk overleden vriend van McCurdy. 20% van de verkoop zal gaan naar de Cody Waters Foundation.